# Bodenlösung
Die Bodenlösung umfasst die flüssige Phase des Bodens und besteht aus dem Bodenwasser mit den in ihm löslichen Bestandteilen. 
Die Bodenlösung speist sich aus den Niederschlägen mit ihren aus der Luft aufgenommenen atmosphärischen Gasen, Aerosolen und Pilzsporen. Beim Eindringen in den Bodenkörper wird diese Zufuhr zu Sickerwasser, das in einen intensiven Austausch mit der an Kohlendioxid reichen Bodenluft tritt. Die nun mit Kohlendioxid angereicherte Bodenlösung tritt ihrerseits in Austausch mit Bodenpartikeln wie den Tonmineralen, Humusteilchen und Sesquioxiden, mit denen sich ein dynamisches Gleichgewicht bildet, das sich in Form des Kationenaustauschs bzw. Anionenaustauschs manifestiert.
Die Bodenlösung stellt als Träger der pflanzenverfügbaren Nährstoffe im Boden die Ernährungsgrundlage der Vegetation und damit des irdischen Lebens bereit. Da sich die Inhaltsstoffe der Bodenlösung bei ständigem Entzug durch abgeerntete Kulturpflanzen allmählich erschöpfen würden (Bodenverarmung), muss das Nährstoffdefizit in Gestalt der entnommenen Biomasse regelmäßig in Form von Düngung kompensiert werden.